# Ангус
Ангус (англ. Angus, гэльск. Aonghais («единственный»), скотс Angus) — округ на востоке Шотландии, к северу от залива Ферт-оф-Тей. Граничит с округами Абердиншир, Данди-Сити и Перт-энд-Кинросс. Главные отрасли экономики — сельское и рыболовецкое хозяйства.
Важнейшие города исторической области Ангус: Данди, четвертый по величине город Шотландии и крупный морской порт (сейчас образует отдельный округ Данди-Сити), Форфар, Арброт, Брикин и Монтроз. Рельеф от плодородных приморских низменностей повышается к северу и западу, переходя в холмы и упирается в южные отроги Грампианских гор.

## История
Первоначально территория Ангуса входила в состав Королевства пиктов. В IX веке здесь сложилось одно из семи первых графств средневекового шотландского королевства. Однако, далеко не вся территория области входила в его состав: значительная часть прибрежной территории входила в королевский домен, города побережья пользовались автономией.
В 1240 году угасла линия древних гэльских мормеров Ангуса и графство перешло к англо-шотландскому роду де Умфравилей. В эпоху войн за независимость Шотландии в начале XIV века Умфравили выступили на стороне английского короля, и графство было передано в 1329 г. одному из представителей дома Стюартов, Джону Стюарту из Бонкиля. Последняя из этой линии рода Стюартов, графиня Маргарита Ангусская, была любовницей Джорджа Дугласа, 1-го графа Дугласа, от которого родила сына Джорджа, который в 1389 г. был возведен в титул графа Ангуса и стал основателем линии «Рыжих Дугласов». Графы Ангуса в XV—XVII веках играли важную роль в политической борьбе в Шотландии, являясь одними из лидеров оппозиционных королям сил страны (см. Графы Ангус). Позднее титул графа Ангуса унаследовали герцоги Гамильтоны.

## Населенные пункты
- Аберлемно (Aberlemno)
- Арброт (Arbroath)
- Брикин (Brechin)
- Монтроз (Montrose)
- Форфар (Forfar)

|  |  |

## Достопримечательности
- Замок Глэмис
- Замок Эдзел
- Список замков Ангуса
- Пиктские камни в Аберлемно